# Сандипова, Сэсэгма Ринчиновна
Сэсэгма́ Ринчи́новна Санди́пова ― российская бурятская певица, Заслуженная артистка Республики Бурятия, Народный артист Республики Бурятия, солистка Бурятского государственного национального театра песни и танца «Байкал».

## Биография
Родилась в 1970 году в улусе Улюн, Баргузинском районе, Бурятская АССР, РСФСР.
В 1994 году окончила  Улан-Удэнский музыкальный колледж имени П.И. Чайковского, где занималась в классе Заслуженного артиста Республики Бурятия Б.Г. Базарова.
В том же году начала служение артисткой хора Бурятского государственного ансамбля песни и танца «Байкал». Сэсэгма Сандипова очень скоро начала солировать, её выступления привлекли к ней пристальное внимание коллег, любителей музыки, музыкальных критиков. Природный дар талантливой Сандиповой неоднократно отмечался членами жюри различных конкурсов.
В 2005 году артистка предстаёт перед зрителями в образе одной из девяти матерей, хранительниц монгольских родов в новом спектакле-стихии театра «Байкал» по мифам и легендам монголоязычных народов «Угайм сулдэ» (Дух предков).
Артистка вместе с театром часто гастролирует по районам Республики Бурятия и далеко за её пределами: Республика Тыва, Якутия, в городах Москва, Санкт-Петербург, Красноярск, Казань, Иркутск, Чита, Ангарск, также за рубежом — Монголия, Италия (2002), США (2003), Франция (2009).
В июле-августе 2009 года Сандипова принимала активное участие в культурных мероприятиях театра «Байкал», которые прошли в рамках Байкальского информационного форума, международной экономической конференции в рамках Байкальского экономического форума, Байкальского образовательного форма и официального визита президента Российской Федерации Дмитрия Медведева в Бурятию.
Талант Сэсэгмы Сандиповой проявляется и в исполнении произведений классиков: «Романс Сантуццы» из оперы «Сельская честь», (Пьетро Масканьи), ариозо Арюн-Гоохон из оперы «Энхэ-Булат батор» (М. Фролов), «Лолита» (А. Буцци-Печиа), «Санта Лючия» Теодоро Коттрау, романс Петра Ильича Чайковского «Я тебе ничего не скажу».
Замечательно звучат в исполнении певицы русские народные песни «Как пойду я на быструю речку», «Ноченька» и многие другие. Проникновенно поёт певица бурятские песни «Ургэн хунтэй» Анатолия Андреева на стихи Николая Дамдинова, «Баргузин» Пурбо Дамиранова, «Уулзалга» Базыра Цырендашиева на стихи Дондока Улзытуева, «Эхын дууран» Б. Наранбаатора, «Уулзаял хоюулаа», Б. Шарав «Аав ээж хоер минь» и другие.

Сегодня солистка театра не стоит на месте, она постоянно пополняет свой богатый репертуар. Зрители всякий раз с восторгом принимают в её исполнении народные и авторские песни бурятских, монгольских, русских, советских и итальянских композиторов.— 
За вклад в развитие бурятского музыкального искусства Сэсэгма Ринчиновна Сандипова удостоена почётных званий «Заслуженная артистка Республики Бурятия» и «Народный артист Республики Бурятия».